# 안 덩컨
안 덩컨(Arne Duncan, 1964년 11월 4일 ~ )은 미국의 제9대 교육부 장관이다. 2001년부터 장관 취임 직전까지 시카고시 공립학교 체계의 최고경영자(대한민국의 관례상으로는 교육감)로 재직했다.

## 생애 초기
1964년, 시카고 하이드 파크 지역의 시카고 대학교 심리학 교수로 재직 중이던 아버지 스타키 덩컨과 아프리카계 미국인들을 교육, 지도하는 기관의 설립 및 운영자인 수잔 사이에서 태어났다. 어린 시절에 동네 이웃들과 농구를 즐겼으며, 이후 어머니와 함께 '수 던컨 어린이센터'(외부 링크 참조)에서 방과후 교육 프로그램울 운영, 아이들을 가르쳤다.
시카고 대학교 사범학과 부설 고등학교를 졸업한 후에는 농구 선수로서의 경력을 쌓기 시작했는데, 큰 키와 청년 시절의 실력을 바탕으로 1987년 하버드 대학교 사회학을 우등으로 졸업한 이후 1991년까지 오스트레일리아에서 프로농구(NBL) 선수로 활약했으며, 그 기간 중에 아내 카렌 덩컨을 만나 결혼하였다.

## 시카고 공립학교체계에서의 활동
1992년부터 그의 오랜 친구 존 로저스와 함께 아리엘 교육행동의 감독을 시작으로, 교육행정가로서의 경력을 쌓기 시작한 덩컨은 미국 전국에서 3번째로 규모가 큰 교육도시이자 그의 고향인 시카고의 남부에서 어린이들의 교육 기회 신장 및 향상을 위해 노력해왔다. 1995년부터는 시카고 광역 교육이사로서, 1998년부터 2001년 최고경영자취임 전까지 시카고 공립학교 체계에서 일해왔으며, 2001년 6월 26일, 제54대 리차드 R. 데일리 시장이 그를 시카고의 교육감에 임명했다.
2002년 초, 그는 시카고 대학교의 경제학 교수 스티븐 레빗의 연구진과 함께 '고비용 시험'에서 부정행위를 저지르는 교사들에 대한 연구 작업을 도왔는데, 한정된 예산을 고려하여 120개의 학급을 부정 행위가 의심되는 집단, 의심스런 사례가 발견되지 않은 우수한 교사 집단, 의심 사례가 발견되지 않은 중하위급 교사 집단으로 나누어 재시험을 치렀는데, 이 결과로 증거가 입증된 12개 학급의 교사를 파면하고 일부는 경고 조치하여 2003년 시험에서 30% 이상의 부정행위를 감소시키는 등 탁월한 지도력을 발휘하였으며, 이는 훗날 '부정행위 분석 연산법'의 탄생으로 이어졌다. 2003년 5월에는 레이크포레스트 대학에서 명예박사를 받았다.

## 미국 교육부 장관
2008년 12월 16일, 당시 대통령 당선자이자, 1990년대 시카고 남부의 인권운동가 시절부터 아내 미셸의 소개로 알게 된 덩컨의 오랜 친구 버락 오바마는, 던컨이 교육감으로 재직한 당시에 재건에 성공한 다지 아카데미 보관됨 2009-02-08 - 웨이백 머신학교에서 교육부 장관으로 던컨을 지명하였다.
오바마와 같은 하버드 대학교 동문이자 시카고 출신이라는 사실 때문에 일부 언론들이 '코드 인사'라 지적하였으나, 교육감 재임중 특정 정파에만 치우지지 않고 보수와 진보, 재계와 교원단체 등을 막론한 모두의 의견을 듣고 합리적인 정책을 수행한 그간의 공로를 높이 평가, 미국연방상원의 인준절차를 통과, 2009년 1월 21일에 미국의 제9대 교육부 장관직에 공식 취임하였다. 주요 과제로, 현 오바마 행정부의 교육정책과 전임 조지 W. 부시 정권의 고비용 시험을 통한 낙제생 감축 정책('No Child Left Behind')의 조화로운 연계, 공교육 혁신 등이 있다.

## 서적
그의 행적을 약술한 서적으로 '괴짜 경제학'(한국어판 기준 56~58쪽, Freakonomics, 바로 옆 링크 참조)이 있다.